# Diplazium prolongatum
Diplazium prolongatum är en majbräkenväxtart som beskrevs av Eduard Rosenstock.
Diplazium prolongatum ingår i släktet Diplazium och familjen Athyriaceae. Inga underarter finns listade i Catalogue of Life.